# Miller & Rhoads
Miller & Rhoads was een warenhuisketen uit Virginia. Gedurende zijn 105-jarig bestaan speelde de winkel een actieve rol in de gemeenschap van Richmond, Virginia, samen met zijn rivaal Thalhimers. De hoofdvestiging in Richmond stond bekend om de attractie 'SantaLand' op de bovenverdieping, die inmiddels een attractie is geworden in het Kindermuseum van Richmond. Na een reeks eigendomswisselingen vanaf 1967 kocht Campeau Corporation Miller & Rhoads in 1987 en verkocht het bedrijf later aan projectontwikkelaar Kevin Donohoe en het winkelmanagement uit Philadelphia, voordat het in 1990 sloot.

## Geschiedenis
In 1885 openden Linton Miller, Webster Rhoads en Simon Gerhart een winkel in textiel en textiel in Richmond, Virginia. De winkel, Miller, Rhoads & Gerhart, werd geopend met een initiële investering van $ 3.000. In 1888 verhuisden Miller, Rhoads en Gerhart naar East Broad Street 509.
Simon Gerhart verhuisde in 1890 naar Lynchburg, Virginia en opende daar zijn eigen winkel. In deze periode werd de naam van de winkel in Richmond gewijzigd in Miller & Rhoads. In 1909 besloeg de winkel aan Richmond Broad Street bijna een half stadsblok, en in 1924 besloeg het een heel blok, van Broad Street tot Grace Street.
Halverwege de 20e eeuw bereikte de groei van Miller & Rhoads in Richmond zijn hoogtepunt. De winkel was de thuisbasis van de altijd populaire Tea Room, waar regelmatig modeshows werden gehouden en kenmerkende gerechten werden geserveerd, zoals de Missouri Club, Brunswick Stew en de Chocolate Silk Pie.
Naarmate de tijd vorderde, begon Miller & Rhoads te pronken met moderne gemakken, zoals een parkeergarage voor 1.000 auto's (gedeeld met het warenhuis Thalhimers), airconditioning en roltrappen. In de winkel vonden ook optredens van beroemde schrijvers, kunsttentoonstellingen en andere gemeenschapsevenementen plaats die de stad een kosmopolitische uitstraling gaven.

## Santaland en de "echte" Kerstman

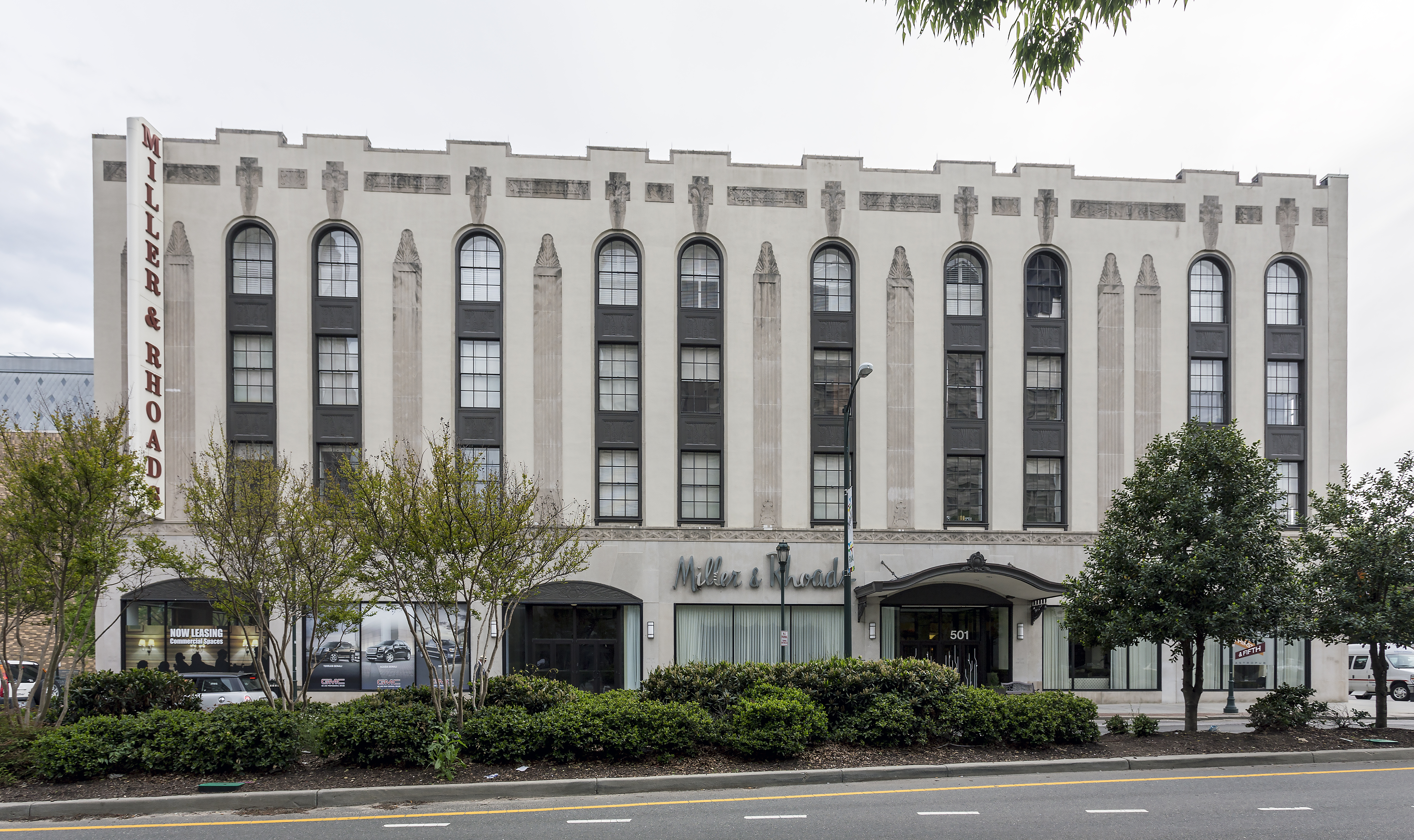
Het voormalige Miller & Rhoads op East Broad Street 501, nu een hotel- en appartementencomplex

Elk jaar met kerst werd een kamer op de zevende verdieping van Miller & Rhoads omgetoverd tot een magisch wonderland: Santaland. De kamer was zwak verlicht, maar duizenden kleine, witte lampjes zorgden ervoor dat het leek alsof er sterren boven het hoofd hingen. Op strategische plekken in de kamer waren bostaferelen met levensechte, geanimeerde dieren geplaatst. Volledig versierde bomen sierden het pad dat naar het prachtige podium leidde. Op het podium stonden een enorme open haard, een kerstboom en een gouden stoel met een rode fluwelen rugleuning en zitting waarop de Kerstman zat.
Santaland werd zo'n vast onderdeel van de folklore van de winkel in Richmond dat het bedrijf reclamespots begon uit te zenden met de slogan Miller & Rhoads – Where Christmas is a Legend.
Zelfs nu, jaren nadat Miller & Rhoads de deuren sloot, houdt de Kerstman nog steeds stand in het centrum van Richmond. Eerst verhuisde hij in 1990 naar Thalhimers, daarna naar de Sixth Street Marketplace nadat Thalhimers sloot. 
De echte magie van de Kerstmannen van Miller en Rhoad was dat ze de naam van elk kind kenden. Ze begroetten ze bij naam als ze naar hem toe liepen. Deze traditie leeft nog steeds voort. Er bestaan verhalen van ouders die hun kinderen vanuit Texas naar Richmond hebben gereden, of van grootouders die hun kleinkinderen vanuit Colorado hebben laten overvliegen om de Kerstman te zien.

## Naoorlogse uitbreiding
Tussen 1956 en 1960 begon Miller & Rhoads uit te breiden en opende winkels in het centrum van Lynchburg, Charlottesville en Roanoke. De winkels hadden een volledig assortiment en meerdere verdiepingen, waren traditioneel van opzet en hadden veel voorzieningen die ook in de winkel in Richmond populair waren, zoals de Tea Room.
Eind jaren 1960 opende de keten ook nieuwe winkels in de buitenwijken:
- Southside Plaza in Richmond,
- The Shops at Willow Lawn in Richmond,
- Walnut Plaza in Petersburg,
- Newmarket Shopping Center in Hampton,
- Southern Shopping Center in Norfolk,
- Pembroke Mall in Virginia Beach,
- Barracks Road Shopping Center in Charlottesville,
- Pittman Plaza in Lynchburg,
- Roanoke-Salem Plaza in Roanoke.

De eerste uitbreidingswinkels van Miller & Rhoads in de voorsteden bestond over het algemeen uit kleinere speciaalzaken die zich richtten op gezinskleding met het zwaartepunt op confectiekleding voor dames.
In 1967 fuseerde Miller & Rhoads met het in Washington, D.C. gevestigde warenhuis Julius Garfinkel & Co en de in New York gevestigde speciaalzaakketen Brooks Brothers om samen Garfinckel, Brooks Brothers, Miller & Rhoads, Inc. te vormen.

## Voorsteden
Na de succesvolle opening van kleinere vestigingen in de voorsteden, richtte Miller & Rhoads zich op grote winkels in regionale winkelcentra. De eerste poging om een grotere winkel te openen in de buitenwijken van Richmond mislukte echter vanwege een clausule in het huurcontract van een andere bestaande locatie in de buurt. Vanwege een onderdeel in hun huurcontract voor Southside Plaza dat extra vestigingen binnen een straal van vijf mijl van dat winkelcentrum verbood, kon Miller & Rhoads geen anker zijn in de Cloverleaf Mall, het eerste grote regionale winkelcentrum van Richmond, dat slechts vier mijl verderop lag. 
Halverwege de jaren 1970 opende Miller & Rhoads drie grote winkels in nieuwe winkelcentra: in het Regency Square, het Chesterfield Towne Center in een buitenwijk van Richmond en in de Newmarket North Mall in Hampton. De laatste winkel verhuisde van een winkelcentrum aan de overkant van de straat. Ook werden er een aantal speciaalzaken geopend in Roanoke en Portsmouth (Virginia) en Greensboro, Charlotte, Raleigh en Fayetteville (North Carolina).
Miller & Rhoads bleef zich tot begin jaren 1980 uitbreiden naar andere steden in Virginia en North Carolina. De winkels in het centrum van Lynchburg en Charlottesville werden verplaatst naar winkelcentra (respectievelijk de River Ridge Mall en het Charlottesville Fashion Square) en er werden grote nieuwe vestigingen geopend in de Lynnhaven Mall in Virginia Beach en in de Greenbrier Mall in Chesapeake.
Hoewel de winkels moderner werden, hield de keten vast aan veel oude tradities. De Miller & Rhoads-winkels hadden bijna altijd gegraveerde metalen naamschilden bij de ingangen, zelfs bij de ingangen van winkelcentra. Begin jaren 80 werd het logo van de winkel opnieuw ontworpen met golvende letters die aan kalligrafie deden denken.

## Het begin van het einde en een nieuw begin

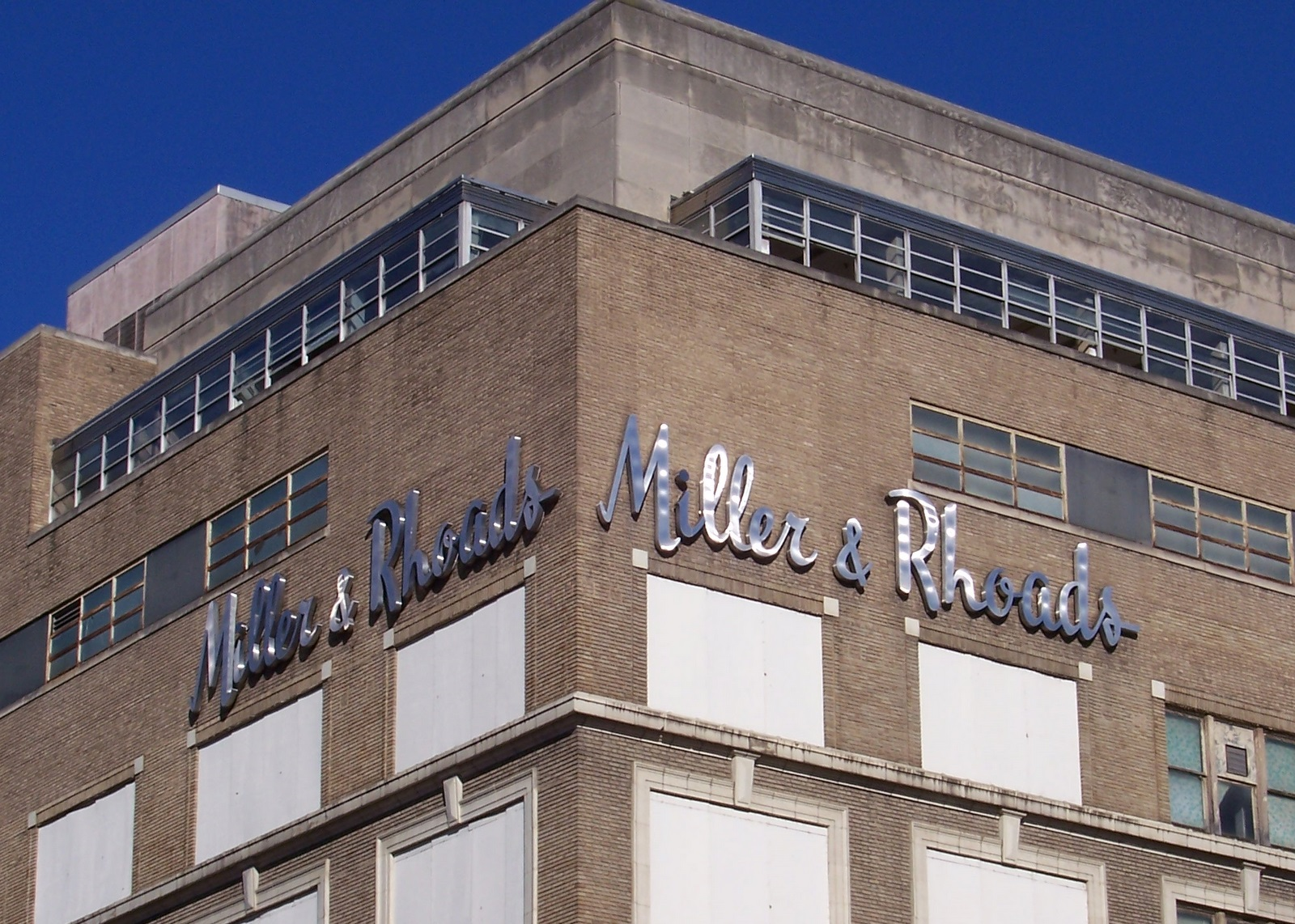
De vestiging in het centrum van Richmond werd in 2004 gesloten, waarna er een Hilton-hotel in werd gevestigd.

Het bedrijf Garfinkel, Brooks Brothers, Miller & Rhoads werd in 1982 overgenomen door Allied Stores. Dit was een dieptepunt in de geschiedenis van de keten, aangezien Allied veel van de kleinere winkels sloot en zich terugtrok uit de markt van North Carolina, behalve Raleigh. Ook begon Allied het onderhoud van zijn grotere winkels te verwaarlozen om zo de bedrijfskosten te verlagen. Allied opende een klein aantal nieuwe, grotere locaties in Virginia. De winkel in het centrum van Roanoke werd in deze periode gesloten en vervangen door een winkel in de Valley View Mall .
Om het vervallen winkelhart van het centrum van Richmond nieuw leven in te blazen, werkten het stadsbestuur, Miller & Rhoads en Thalhimers in 1985 samen aan de ontwikkeling van de Sixth Street Marketplace, een stedelijk winkelcentrum dat de straat verving die de twee winkels scheidde. Hoewel het winkelcentrum in het begin relatief populair was, was het geen succes en werd het in 2004 gesloopt. De winkels van Miller & Rhoads in de buitenwijken bleven groeien, maar de omzet van de winkels in het stadscentrum stagneerde, behalve in de kerstperiode.
In 1987, na de mislukte overname door Campeau Corp., verkocht Allied Miller & Rhoads aan de projectontwikkelaar Kevin Donohoe en het winkelmanagement uit Philadelphia. Die begonnen met de renovatie van de winkels en planden een grote uitbreiding. Miller & Rhoads telde destijds 21 winkels.
Slechts twee jaar later, in 1989, zag de toekomst van het bedrijf er somber uit. Vanwege de toenemende concurrentie van winkels als Leggett en Hess en de verslechterde financiële situatie, vroeg Miller & Rhoads uitstel van betaling aan. In 1990 sloten alle Miller & Rhoads-winkels definitief hun deuren.
The May Department Stores Company kocht vier van de grotere voorstedelijke vestigingen van Miller & Rhoads in Richmond en Hampton Roads voor ongeveer $ 22,7 miljoen en heropende ze eind 1990 als Hecht's. May zou datzelfde jaar Thalhimers overnemen en die keten uiteindelijk ook met Hecht's samenvoegen.
Hecht's zou twee winkels openen op zowel Regency Square als in de Lynnhaven Mall, één in de voormalige panden van Miller & Rhoads en één in Thalhimers. Hecht's voegde uiteindelijk haar winkels in Lynnhaven Mall samen tot één locatie, maar op Regency Square waren beide winkels tot september 2006 in gebruik bij de keten. Toen werd de naam Hecht's vervangen door Macy's.
Veel van de overgebleven voormalige Miller & Rhoads-winkels werden omgebouwd tot warenhuizen van Montgomery Ward, Stone & Thomas en Value City, of werden onderverdeeld voor kleinere winkels. Sommige werden omgebouwd tot kantoren en andere werden gesloopt.
In 2006 werd begonnen met de verbouwing van het lang gesloten vlaggenschipwarenhuis van Miller & Rhoads in het centrum van Richmond tot een hotel en woonruimte. Het oude warenhuis herbergt nu een Hilton Hotel met 250 kamers (nu het Richmond Hilton Downtown) en 130 appartementen of wooncomplexen. Het project van $ 100 miljoen wordt beheerd door de Broad Street Community Development Authority in Richmond.